# Dasypoda cockerelli
Dasypoda cockerelli is een vliesvleugelig insect uit de familie Melittidae. De wetenschappelijke naam van de soort is voor het eerst geldig gepubliceerd in 1935 door Yasumatsu.